# 초 (춘추 전국)
초(중국어: 楚, 병음: Chu, ? ~ 기원전 223년)는 현재의 후베이성이 있는 장강 중류 지역에서 일어난 중국 춘추 전국 시대의 나라이며, 춘추오패와 전국칠웅 중의 하나이다. 군사력은 갑병 수십 만, 전차 천 승(乘)과 기병 1만 기를 낼 수 있었다. 국성이 미성 웅씨인 주나라의 제후국이다. 황하 문명을 대표하는 주나라에 비해 장강 문명을 대표하는 나라로 분류되며, 형(荆) 또는 형초(荆楚)로도 불린다. 중국 남방계 민족의 정체성을 가진 나라이다. 중국과학원의 발육생물학연구소 위안이다(袁義達, 원의달)의 연구에 따르면 전국 시대의 초나라, 오나라, 월나라가 있었던 장강(長江) 이남 지역 전체 저장성, 안휘성, 강소성 등지의 중국 남부 사람들은 백월,민월 출신 남방계 민족으로서 중국 북부 사람들과 유전자 구조상 차이가 존재한다고 한다.
주나라의 제후국으로 그 군주의 처음 작위는 자작이었으나, 기원전 704년에 무왕이 왕을 자칭했고 전국 시대 말기 기원전 223년에 진나라에 의해 멸망했다. 그 뒤 기원전 208년에 회왕의 후손인 의제에 의해 다시 재건되었으나, 기원전 202년에 초한전쟁에서 전한에게 패배함으로써 완전히 멸망했다.

## 역사
사마천의 사기 초세가에 초나라에 대한 기록이 있다. 초나라는 삼황오제의 한 사람인 전욱 고양의 후손이 세운 나라다. 전욱은 창의의 아들이고, 그 후손 육종은 축융의 동생으로 제곡 고신때 화정(火正, 고대 중국의 불을 맡은 벼슬)을 지낸 오회의 아들이다. 주 문왕 때 계련의 후손 중에 육웅이 있었는데, 이 사람이 바로 초나라 웅씨들의 시조이다.
육웅의 증손자인 웅역에 이르러 주 성왕은 주나라 건국시에 주 문왕과 주 무왕을 도운 공신들의 후손들을 찾아내어 논공행상을 할 때 웅역의 증조부인 육웅이 세운 공로로 웅역에게 자작의 작위를 수여했고 형만(荊蠻) 땅에 봉했다. 하지만 그 봉지는 남작에 준해서 주었다. 웅역은 초나라의 도읍을 단양으로 정했다.
서주 이왕때에 이르러 주나라의 세력이 쇠약해지자 당시 자작인 웅거는 군사를 일으켜 용(庸)과 양오(楊奧)에서 악(鄂)에 이르기까지의 땅을 정벌하여 초나라의 영토로 삼았다. 그 이후 웅거는 잠시 왕으로 자칭하다가 포악한 서주 여왕이 즉위하자 정벌당할 것이 두려워 칭왕을 그만두었다.
기원전 841년에 서주 여왕이 국인폭동으로 쫓겨나자, 주나라는 잠시 공화기가 되어 제후들에 대한 통제력을 거의 상실하였다. 초나라는 그 혼란을 틈타 조금씩 세력을 키우기 시작했다. 기원전 822년에 웅순이 자작이 되자 군위를 둘러싼 내부 분쟁은 가라앉았고, 내부 분쟁에 쓰던 힘을 통합하여 외부로 돌리니 초나라는 마침내 빠르게 세력이 팽창하기 시작했다. 그 이후 약오, 소오와 분모가 자작이 되니 초나라는 비약적으로 발전하여 근방에 있던 당시에 가장 강한 국가인 수나라와 어깨를 겨뤘다.
기원전 741년에 웅통이 분모의 세자를 죽이고 자작이 되었는데 그가 바로 초 무왕이다. 기원전 704년 웅통은 스스로 왕이라 칭하고 복 땅을 개간하여 초나라 땅으로 삼았다.
기원전 690년 초 무왕의 뒤를 이은 초 문왕은 도성을 단양에서 영으로 옮겼고, 기원전 638년 등(鄧)나라를 정벌하여 멸하고 초나라 땅으로 만들었다.
기원전 637년 송 양공이 회맹을 하려고 제후들을 우(盂)에 소집하자 초 성왕(楚 成王)은 회맹장에 군사를 매복하여 송 양공을 잡았다가 풀어 주었다. 기원전 631년 기나라(夔)가 조상인 축융과 육웅의 제사를 지내지 않는다는 이유로 멸망 시켰다. 그해 여름 성복(城濮)에서 당진과의 싸움에서 대패하였다. 기원전 626년 태자(太子) 상신(商臣)이 왕이 자신을 폐하려 하자 난을 일으켜 초 성왕을 죽이고 왕위에 올랐다. 그가 초 목왕이다.
기원전 614년 려(旅)가 목왕의 뒤를 이어 초왕이 되었는데 춘추오패 중의 한사람인 초 장왕(楚 莊王)이다. 초나라는 이후 장강 이남의 지역을 호령하는 나라로서 맹위를 떨쳐 나갔으나 초왕 부추(負芻) 때에 이르러 기원전 223년 진나라(秦)에 장군 왕전(王翦)의 공격으로 대장군 항연(項燕)과 왕 부추가 사로잡히고 남은 세력들도 모두 기원전 223년 진나라의 장군 왕전의 아들 왕분과 몽염에게 항복하면서 멸망하였다. 초한 쟁패기에 초 의제(楚義帝)를 군주로 세워 초나라가 재건되었으나, 의제가 서초패왕 항우에게 살해당했고 항우도 한나라 유방에게 패망했으며 잔존 세력은 한나라에게 항복하였다. 이로서 초나라는 완전히 멸망한다.

## 역대 군주
| 대수 | 칭호           | 성명           | 재위기간                    |
| ---- | -------------- | -------------- | --------------------------- |
| 1    |                | 웅역(熊繹)     |                             |
| 2    |                | 웅애(熊艾)     |                             |
| 3    |                | 웅단(熊䵣)     |                             |
| 4    |                | 웅승(熊勝)     |                             |
| 5    |                | 웅양(熊楊)     |                             |
| 6    |                | 웅거(熊渠)     |                             |
| 7    |                | 웅지홍(熊摯紅) |                             |
| 8    |                | 웅연(熊延)     |                             |
| 9    |                | 웅용(熊勇)     | 기원전 847년 ~ 기원전 838년 |
| 10   |                | 웅엄(熊嚴)     | 기원전 837년 ~ 기원전 828년 |
| 11   |                | 웅상(熊霜)     | 기원전 827년 ~ 기원전 822년 |
| 12   |                | 웅순(熊徇)     | 기원전 821년 ~ 기원전 800년 |
| 13   |                | 웅악(熊咢)     | 기원전 799년 ~ 기원전 791년 |
| 14   | 약오(若敖)     | 웅의(熊儀)     | 기원전 790년 ~ 기원전 764년 |
| 15   | 소오(霄敖)     | 웅감(熊坎)     | 기원전 763년 ~ 기원전 758년 |
| 16   | 분모(蚡冒)     | 웅순(熊眴)     | 기원전 757년 ~ 기원전 741년 |
| 17   | 무왕(武王)     | 웅철(熊徹)     | 기원전 740년 ~ 기원전 690년 |
| 18   | 문왕(文王)     | 웅자(熊貲)     | 기원전 689년 ~ 기원전 675년 |
| 19   | 장오(莊敖)     | 웅간(熊囏)     | 기원전 674년 ~ 기원전 672년 |
| 20   | 성왕(成王)     | 웅운(熊惲)     | 기원전 671년 ~ 기원전 626년 |
| 21   | 목왕(穆王)     | 웅상신(熊商臣) | 기원전 625년 ~ 기원전 614년 |
| 22   | 장왕(莊王)     | 웅려(熊旅)     | 기원전 613년 ~ 기원전 591년 |
| 23   | 공왕(共王)     | 웅심(熊審)     | 기원전 590년 ~ 기원전 560년 |
| 24   | 강왕(康王)     | 웅소(熊昭)     | 기원전 559년 ~ 기원전 545년 |
| 25   | 겹오(郟敖)     | 웅균(熊麇)     | 기원전 544년 ~ 기원전 541년 |
| 26   | 영왕(靈王)     | 웅건(熊虔)     | 기원전 540년 ~ 기원전 529년 |
| 27   | 자오(訾敖)     | 웅비(熊比)     | 기원전 529년                |
| 28   | 평왕(平王)     | 웅거(熊居)     | 기원전 528년 ~ 기원전 516년 |
| 29   | 소왕(昭王)     | 웅임(熊壬)     | 기원전 515년 ~ 기원전 489년 |
| 30   | 혜왕(惠王)     | 웅장(熊章)     | 기원전 488년 ~ 기원전 432년 |
| 31   | 간왕(簡王)     | 웅중(熊中)     | 기원전 431년 ~ 기원전 408년 |
| 32   | 성왕(聲王)     | 웅당(熊當)     | 기원전 407년 ~ 기원전 402년 |
| 33   | 도왕(悼王)     | 웅의(熊疑)     | 기원전 401년 ~ 기원전 381년 |
| 34   | 숙왕(肅王)     | 웅장(熊臧)     | 기원전 380년 ~ 기원전 370년 |
| 35   | 선왕(宣王)     | 웅량부(熊良夫) | 기원전 369년 ~ 기원전 340년 |
| 36   | 위왕(威王)     | 웅상(熊商)     | 기원전 339년 ~ 기원전 329년 |
| 37   | 회왕(懷王)     | 웅괴(熊槐)     | 기원전 328년 ~ 기원전 299년 |
| 38   | 경양왕(頃襄王) | 웅횡(熊橫)     | 기원전 298년 ~ 기원전 263년 |
| 39   | 고열왕(考烈王) | 웅완(熊完)     | 기원전 262년 ~ 기원전 238년 |
| 40   | 유왕(幽王)     | 웅한(熊悍)     | 기원전 237년 ~ 기원전 228년 |
| 41   | 애왕(哀王)     | 웅유(熊猶)     | 기원전 228년                |
| 42   | -              | 웅부추(熊負芻) | 기원전 227년 ~ 기원전 223년 |
| 43   | 창평군(昌平君) | 웅계(熊啟)     | 기원전 223년                |

## 초나라의 공족 가문
- 약오씨(若敖氏) : 약오의 아들들에게서 갈려나온 집안이다.
  - 투씨(鬪氏) : 약오의 아들 투백비(鬪伯比)·투렴(鬪廉)·투강(鬪彊) 형제들을 시조로 삼는 집안이다. 투백비, 투누오도 등 명신들을 배출했고, 투월초(鬪越椒)가 약오씨의 난을 일으켰기에 세력을 잃었으나 가문은 보전할 수 있었다.
  - 성씨(成氏) : 투백비의 아들 성득신(成得臣)을 시조로 삼는 집안이다.
- 굴씨(屈氏) : 무왕의 아들 굴하(屈瑕)를 시조로 삼는 집안이다. 연원은 오래됐지만, 한참 후에 갈려나온 소씨·경씨와 함께 삼려대부를 맡아 초나라 후기 3왕족을 이룬다.
- 위씨(蔿氏, 薳氏) : 분모의 아들 위장(蔿章)을 시조로 삼는 집안이며, 薳의 음이 위, 원 둘이므로 원씨라고도 한다. 위고(蔿賈)·손숙오·위자빙(蔿子憑) 등이 있다.
- 경씨(景氏) : 경평왕 곧 평왕의 아들 자서(子西)를 시조로 삼아 경평왕의 시호 중 경을 씨로 쓴 집안이며, 굴씨·소씨와 함께 삼려대부를 맡아 초나라 후기 3왕족을 이룬다.
- 소씨(昭氏) : 소왕의 아들 자량(子良)을 시조로 삼아 소왕의 시호를 씨로 쓴 집안이며, 굴씨·경씨와 함께 삼려대부를 맡아 초나라 후기 3왕족을 이룬다.
- 유씨(柳氏) : 초한쟁패기 시기 항량, 항우에게 옹립된 의제(義帝) 웅심의 후예라 전한다.

## 같이 보기
- 춘추 시대
- 전국 시대
- 초한전쟁
- 반룡성 유적